# Публий Корнелий Долабела (претор 69 пр.н.е.)
Вижте пояснителната страница за други личности с името Публий Корнелий Долабела.
Публий Корнелий Долабела (на латински: Publius Cornelius Dolabella) е римски политик и сенатор от клон Долабела на патрицианската фамилия Корнелии.
През 69 или 68 пр.н.е. той става претор, след това е изпратен като пропретор в провинция Азия. Намерен е почетен надпис в Пергамон.
Вероятно е баща на Публий Корнелий Долабела (консул 44 пр.н.е.), който се жени през 51 пр.н.е. за Тулия, дъщерята на Цицерон.

## Лутература
- Thomas Robert Shannon Broughton: The Magistrats of the Roman Republic, 2, 139
- Karl-Ludwig Elvers: [I 28] C.Dolabella, Cn., in: DNP Bd. 3 (1997), Sp. 172